# Поддубье (Дубровенская волость)
Поддубье — деревня в северной части Порховского района Псковской области. Входит в состав сельского поселения «Дубровенская волость».
Расположена в 30 км к северо-западу от города Порхов.
Численность населения деревни на конец 2000 года составляла 35 человек.